# Joan Fisher
Joan Fisher (nascuda el 26 de setembre de 1949) és una velocista canadenca. Va competir en els 400 metres femenins als Jocs Olímpics d'Estiu de 1968. Va estar a la primera tanda de l'Athletic Wall of Fame del Lisgar Collegiate Institute, com a part de les celebracions del 160è aniversari.